# Rhoptria pityata
Rhoptria pityata är en fjärilsart som beskrevs av Jules Pièrre Rambur 1829. Rhoptria pityata ingår i släktet Rhoptria och familjen mätare. Inga underarter finns listade.